# Pseudagrion merina
Pseudagrion merina là một loài chuồn chuồn kim trong họ Coenagrionidae.
Pseudagrion merina được miêu tả khoa học năm 1951 bởi Schmidt.